# Deutscher Lichtdesign-Preis
Der Deutsche Lichtdesign-Preis ist ein jährlich durchgeführter Wettbewerb, in dem die Lichtgestaltung in der Architektur und im urbanen Raum prämiert wird. Der Wettbewerb wird seit 2011 durchgeführt. In den kommerziellen Wettbewerb müssen sich die einreichenden Teilnehmer einkaufen.

## Geschichte
Der Wettbewerb wurde 2010 ins Leben gerufen, um dem sich entwickelnden Beruf des Lichtplaners eine Plattform zu geben und die Ergebnisse entsprechender Arbeiten zu würdigen. Ziel ist es, der professionellen Lichtplanung als wesentlichem Bestandteil für die Qualität der gebauten Umwelt öffentliche Wertschätzung entgegenzubringen und Spitzenleistungen auf diesem Gebiet öffentlich zu würdigen. Das Lichtdesign in einem Architektur- oder Städtebauprojekt ist in der HOAI dem Architekten zugeordnet, der es aber in aller Regel an einen Spezialisten delegiert. Während in den Vereinigten Staaten und in Großbritannien Lichtdesign seit langem etabliert ist, findet dieser Zweig der baukünstlerischen Gestaltung im mitteleuropäischen Raum erst seit wenigen Jahren Anerkennung.
2010 wurde das Konzept des Wettbewerbs erstmals in der Branche vorgestellt. Das Wettbewerbsgebiet umfasst Deutschland, Österreich, die Schweiz sowie die Benelux-Länder.

## Jury
Die Jury setzt sich aus Fachleuten der Branche zusammen. Zu Anfang waren dies zwei Fachjournalisten, zwei Hochschullehrer für Lichtdesign und ein Vertreter der Lichtindustrie. Seit 2013 kann zusätzlich ein aktiv tätiger Lichtplaner aus dem Gewinnerkreis für das Folgejahr als Juror tätig werden.

## Juroren
- Paul Schmits, HAWK Hildesheim (seit 2011)
- Thomas Römhild, Hochschule Wismar (seit 2011)
- Jürgen Waldorf, Geschäftsführer ZVEI-Fachverband Licht, Frankfurt (seit 2011)
- Burkhard Fröhlich, Chefredakteur DBZ – Deutsche Bauzeitschrift, Gütersloh (seit 2011)
- Markus Helle, Chefredakteur Highlight, Rüthen (seit 2011)
- Gabriele von Kardorff, Kardorff Ingenieure Lichtplanung, Berlin (2013/14)
- Iris Podgorschek, Podpod Design, Wien (2014/15)

## Kategorien
Um eine Vergleichbarkeit der betrachteten Projekte zu gewährleisten, wird der Deutsche Lichtdesign-Preis in verschiedenen Kategorien vergeben. So unterscheiden sich beispielsweise die Kriterien guter Beleuchtung  für Museen deutlich von denen für Straßen und Plätze. Je nach Einreichungen werden bestimmte Kategorien daher in einigen Jahren nicht vergeben. Weiter gibt es wettbewerbsübergreifende Kategorien (z. B. Tageslichtnutzung oder den Nachwuchspreis), in denen die Jury die Leistung aller Einreicher bewertet. Die Jury kann auch neue Kategorien einrichten oder besondere Leistungen mit einem eigenen Jurypreis bewerten. Der Preis für den Lichtdesigner des Jahres wird nach einem Punktesystem an das Büro vergeben, das im betreffenden Jahr die meisten Auszeichnungen bzw. Nominierungen auf sich vereinen kann. Als neue Kategorie hinzugekommen sind für das Wettbewerbsjahr 2015 „Verkehrsbauten“.

## Lichtdesigner des Jahres
- 2011: Licht Kunst Licht AG, Bonn/Berlin[3]
- 2012: Andres Lichtplanung, Hamburg[4]
- 2013: Kardorff Ingenieure, Berlin[5]
- 2014: PodPod Design, Wien[6]
- 2015: Licht Kunst Licht AG, Bonn/Berlin[7]
- 2021: Bartenbach, Aldrans/Tirol
- 2022: Licht 01 lighting design, Hamburg[8]

## Nachwuchspreis
Seit dem Wettbewerb 2013/14 wird zusätzlich zu den bisher vergebenen Preisen in den einzelnen Kategorien auch ein Nachwuchspreis vergeben. Der Gewinner erhält 3.000 Euro, die beiden nachrangigen Büros je 1.000 Euro. Für den Nachwuchspreis qualifizieren sich vorgängig nominierte Büros, die zusätzlich zum Zeitpunkt des Wettbewerbs nicht länger als drei Jahre am Markt tätig sind, automatisch. Die eingereichten Projekte nehmen zunächst am Wettbewerb teil – danach betrachtet die Jury die Nachwuchs-Projekte nochmal gesondert und legt Gewinner und platzierte Büros fest.

## Finanzierung
Für die Finanzierung des Wettbewerbs wird auf verschiedene Quellen zurückgegriffen. Die einreichenden Büros entrichten eine Teilnahmegebühr, dazu werden die Plätze bei der Gala vermarktet. Die Hauptkosten des Wettbewerbs für den Galaabend, die Wettbewerbsorganisation und die Öffentlichkeitsarbeit werden über Sponsoren finanziert. Als Sponsoren finden sich Unternehmen aus der Lichtbranche.
Um den Wettbewerb neutral zu gestalten, dürfen Sponsoren oder Hersteller von Leuchten selbst keine Einreichungen machen. Bewerben dürfen sich nur Lichtplaner und Architekten.

## Organisation
Die Initiative für den Wettbewerb ging nach Marktbeobachtung von der Fachzeitschrift Highlight (Rüthen) aus. Zusammen mit der Medienagentur Mues + Schrewe (Warstein) wurde das Konzept entwickelt und der Branche vorgestellt. Die Organisation in den Jahren 2011 bis 2013 wurde ebenfalls von diesen beiden Partnern übernommen, seit Ende 2013 ist der Wettbewerb mit der Gründung der Der Deutsche Lichtdesign-Preis GmbH auch juristisch auf eigene Füße gestellt. Der Moderator der Verleihungen ist Frank Sitter. 2016 wurde die Der Deutsche Lichtdesign-Preis GmbH zusammen mit dem Highlight Verlag an die Hüthig GmbH in Heidelberg verkauft.

## Galaveranstaltungen
- 2011: Köln, Hotel Maritim
- 2012: Hamburg, Curio-Haus
- 2013: Frankfurt am Main, Gesellschaftshaus am Palmengarten
- 2014: Berlin, Varieté Wintergarten
- 2015: Frankfurt, Gesellschaftshaus Palmengarten
- 2016: München, Löwenbräukeller
- 2017: Mannheim, Trafowerk
- 2022: Hannover, Kuppelsaal